# Louis Gas

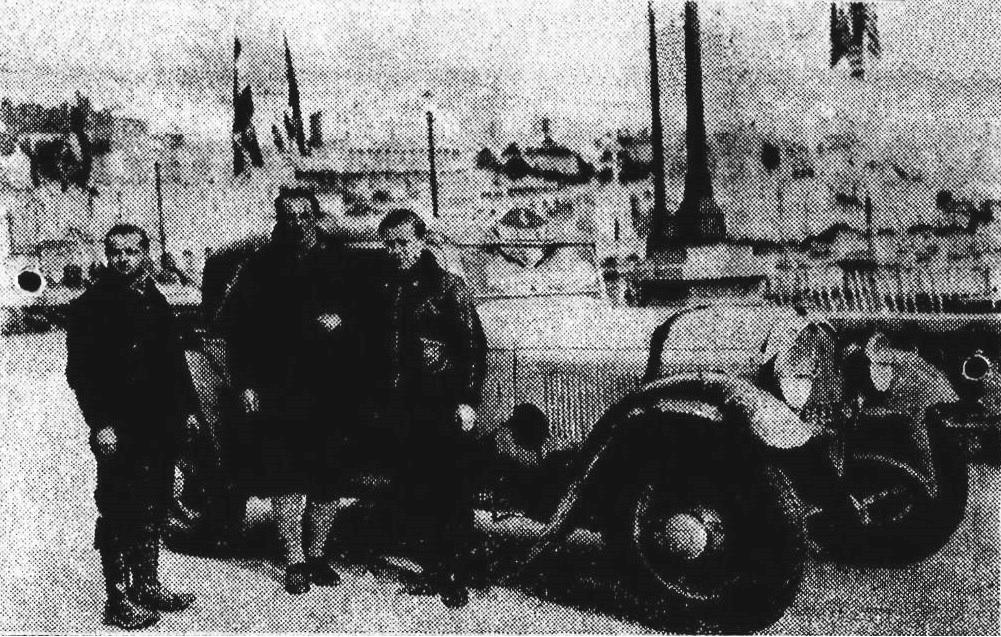
Louis Gas (rechts) neben Jean Trévoux nach dem Gesamtsieg bei der Rallye Monte Carlo 1934

Alex Louis Gas (* 27. Dezember 1894 in Neuilly-sur-Seine; † 20. März 1945 im KZ Bergen-Belsen) war ein französischer Autorennfahrer.

## Karriere als Rennfahrer
Louis Gas war in den 1930er-Jahren im Rallyesport erfolgreich. Als Teamkollege von Jean Trévoux gewann er 1934 die Rallye Monte Carlo und 1935 die Alpenfahrt. Seine einzige Teilnahme am 24-Stunden-Rennen von Le Mans endete 1933 mit einem Ausfall. Louis Gas wurde im Zweiten Weltkrieg nach Deutschland deportiert und starb im März 1945 im Konzentrationslager Bergen-Belsen.

## Statistik

### Le-Mans-Ergebnisse
| Jahr | Team                     | Fahrzeug         | Teamkollege  | Platzierung | Ausfallgrund |
| ---- | ------------------------ | ---------------- | ------------ | ----------- | ------------ |
| 1933 | Louis Gas & Jean Trévoux | Bentley Blower C | Jean Trévoux | Ausfall     | Unfall       |